# Texcalzin
Texcalzin är en ort i Mexiko.   Den ligger i kommunen Tixtla de Guerrero och delstaten Guerrero, i den södra delen av landet, 210 km söder om huvudstaden Mexico City. Texcalzin ligger 1 346 meter över havet och antalet invånare är 285.
Terrängen runt Texcalzin är kuperad. Runt Texcalzin är det ganska tätbefolkat, med 80 invånare per kvadratkilometer. Närmaste större samhälle är Chilpancingo de los Bravo, 12,6 km väster om Texcalzin. I omgivningarna runt Texcalzin växer huvudsakligen savannskog.